# Pascal Duprat

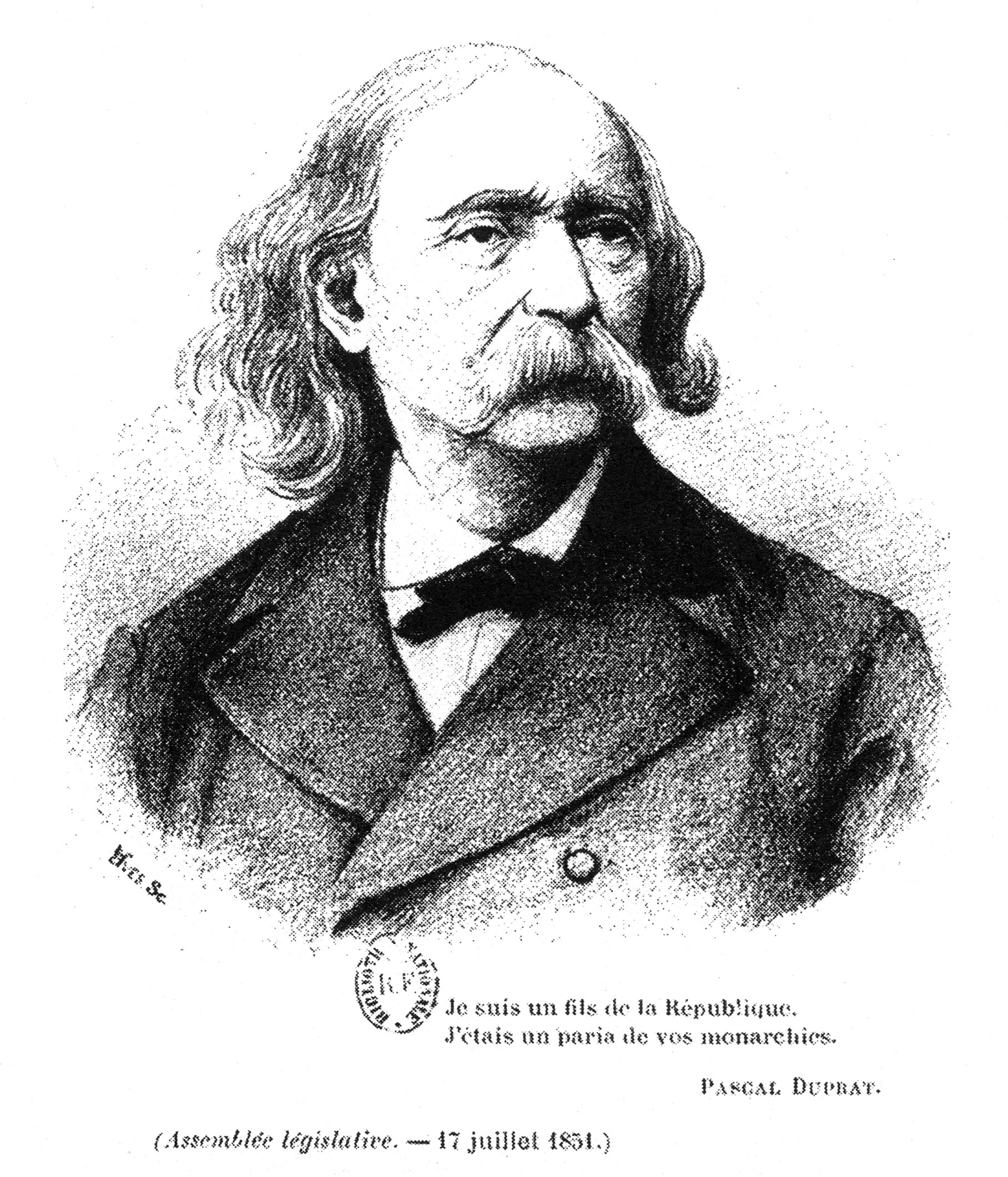
Pascal Duprat omkring 1880.

Pierre Pascal Duprat, född den 24 mars 1815 i Hagetmau, död den 17 augusti 1885, var en fransk publicist, politiker och diplomat. Han var livskamrat till Clémence Royer.
Duprat medarbetade som socialrepublikan i ett stort antal tidningar och tidskrifter och uppsatte själv flera organ, som likväl alla blev kortlivade. Han spelade en roll vid februarirevolutionen 1848, men landsförvisades 1851 för sina republikanska åsikter. Duprat valdes 1871 till medlem av nationalförsamlingen och var 1871–1872 redaktör för tidningen Le peuple souverain. År 1883 blev han franskt sändebud i Chile. Hans biografi skrev av Toussaint Nigoul (1887).